# 로건 세기 센터 1
로건 세기 센터 1은 중화인민공화국 난닝에 위치하고 있다.

## 같이 보기
- 마천루 목록
- 아시아의 마천루 목록
- 중화인민공화국의 마천루 목록